# アジア・タレント・カップ
アジア・タレント・カップ（英: Asia Talent Cup・ATC）は、アジア及びオセアニアの若年者を対象としたモーターサイクル・ロードレースの選手権大会である。

## 概要
2013年6月27日、ドルナ・スポーツ（英: Dorna Sports）はホンダ・レーシング（英: Honda Racing）及びシェル・インターナショナル・ペトロリウム（英: Shell International Petroleum）と共に会見を開き、MOTO3カテゴリの新たなモーターサイクル・ロードレース選手権大会「シェルアドバンス・アジア・タレント・カップ（英:  Shell Advance Asia Talent Cup ・SAATC）」を2014年より開催すると発表した。
アジア及びオセアニアの各国から選抜された13歳から20歳までの選手により、年間12戦が開催される。使用車輌は本田技研工業のNSF250R、タイヤはダンロップのワン・メイクで行なわれ、イコール・コンディションを保つために、セット・アップ等は運営組織により管理されており、純粋に参加者が腕の差で勝負を争えるようなレース・システムが構築されている。参加者には、車輌やタイヤ、その他パーツ、消耗品、さらにヘルメットやレーシング・スーツなどの装具まで、走行にかかる費用は無償で提供する。
参加者の選抜は書類選考を経て、毎秋にセパン・インターナショナル・サーキットにて選抜会が行われ、翌年の参加者22名が決定される。2016年の例では、19か国600名以上が参加申請を行ない、そのうち152名が最終選考会に参加権を得、最終的に前年からの継続参加者5名に加え、新たに17名が選抜された。
参加者には、ライディングに関してのアドバイスの他に、レースにおいての各セッションに対する取り組み方、そのために必要な外国人スタッフとのコミュニケーション能力を高めるための英語のカリキュラムが実施される。
2017年からタイトル・スポンサーが出光興産に代わり、「イデミツ・アジア・タレント・カップ（英: Idemitsu Asia Talent Cup・IATC）」に改称された。

## 協賛企業
ブリヂストン
ブリヂストンは2014年から2015年まで、レース用タイヤRACING BATTLAX V02（GP3）をATCに供給していた。
ダンロップ
住友ゴム工業は、Moto3ジュニア世界選手権（英: FIM Moto3 Junior World Championship）に供給しているダンロップ・タイアを、2016年からATCにも供給している。
アライヘルメット
アライヘルメットは2017年シーズンより、参加者全員に同社の最高峰フルフェイス・ヘルメットRX-7Xを供与している。
エスシープロジェクト
イタリアの洋用品ブランドのエスシープロジェクト（伊: SC-Project）は、2018年から排気管を提供している。

## 出身者
鳥羽海渡
2014年に弱冠14歳でATC初代王者となった鳥羽海渡は、Moto3ジュニア世界選手権、レッドブル・ルーキーズ・カップ（英: Red Bull MotoGP Rookies Cup）を経て、2017年から世界グランプリMoto3（英: FIM Moto3 World Championship）に参戦している。
佐々木歩夢
14歳になる2014年からATCに参戦し、2015年に総合優勝した佐々木歩夢は、2016年のレッドブル・ルーキーズ・カップでも総合優勝、同年のマレーシア・グランプリ（マレー語: Grand Prix motosikal Malaysia）で世界グランプリMoto3にデビュー、2016年にはルーキー・オブ・ザ・イヤーを獲得した。
ソムキャット・チャントラ
2016年の年間王者であるタイ人のソムキアット・チャントラ（泰: สมเกียรติ จันทรา）は、2017年の世界グランプリMoto3タイ・グランプリ（泰: ไทยแลนด์มอเตอร์ไซค์เคิลกรังด์ปรีซ์）出場を経て、2018年からは世界グランプリMoto2 （英: FIM Moto2 World Championship）にフル参戦した。
チャン・オンチュ
2016年と2017年にATCに出場していたトルコ人のチャン･オンチュ（土: Can Öncü）は
、2018年のレッドブル・ルーキーズ・カップで総合優勝を決めたことから、同年の世界グランプリMoto3最終戦バレンシア・グランプリ（西: Gran Premio de la Comunidad Valenciana）にスポットで初出場初優勝した。世界グランプリでの優勝は、ATC出身者で初、トルコ人初、世界グランプリ出場及び優勝の最年少記録を更新、初出場での優勝は27年ぶりと、記録尽くめとなった。
川﨑祥吾
14歳で2016年のATCに参加した川﨑祥吾は、2018年からイタリア選手権SS300（伊: Campionato Italiano Velocità SuperSport 300）、2020年からはスーパースポーツ世界選手権 （英: World Supersport Championship）に参戦した。

## パンデミックの影響
2020年7月30日、FIMアジアとドルナ・スポーツは、ATCの2020年シーズンの継続は困難としてシリーズを中止し、2020年シーズンにエントリーしている全員に2021年の参加権が与えられると発表された。開催できたのは、開幕戦となったカタール・グランプリでの2戦のみだった。
2021年シーズンに向けた選考会は行われず、新規参入は各国の統括団体などからの推薦に拠り、4名の補欠を含めた24名がエントリーされることとなった。また、念のため1大会2戦の予備日が設けられた。
2022年シーズンのための選考会も開催できず、2021年と同じ方法で、20名のエントリーが発表された。

## 事故
2018年からATCに参加し、2019年には2勝していた20歳のインドネシア人のアフリザ・ムナンダル（尼: Afridza Munandar）は、同年最終戦となるマレーシア・グランプリの第1レースでスタート直後の接触事故で死亡した。運営団体は彼の死を悼み、彼が着けていた車輌ナンバーの4番を永久欠番とした。

## 脚註